# 安東·金特一世
安東·金特一世（德語：Anton Günther I.，1620年1月9日—1666年8月19日），施瓦茨堡-松德斯豪森伯爵，克里斯蒂安·金特一世之子，1642年至1666年在位。

## 家庭
1644年，安東·金特與比肯費爾德的格奧爾格·威廉之女瑪麗亞·瑪格達列娜（Maria Magdalena）結婚，兩人共有2子4女：
1. 安娜·多蘿西亞（1645年—1716年）
2. 克里斯蒂安·威廉（1647年—1721年）
3. 艾蕾諾爾·索菲（1650年—1718年）
4. 安東·金特二世（1653年—1716年）
5. 瑪麗·瑪格達琳（1655年—1727年）
6. 約翰娜·伊莉莎白（1662年—1720年）